# Albániában történt légi közlekedési balesetek listája
Az Albániában történt légi közlekedési balesetek listája mind a halálos áldozattal járó, mind pedig a kisebb balesetek, meghibásodások miatt történt, gyakran csak az adott légiforgalmi járművet érintő baleseteket is tartalmazza évenkénti bontásban.

## Albániában történt légi közlekedési balesetek

### 2005
- 2005. március 31., Rovie település közelében. A Drizez-hegységnek csapódott a Brit Királyi Légierő 352. Különleges Rendeltetésű Csoport C–130-as típusú szállítógépe. A gépen tartózkodó 9 fő amerikai állampolgárságú katona életét vesztette.[1]

### 2014
- 2014. május 11. Divjaka tengerpartján. Egy Piper márkájú kisrepülőgép kényszerleszállást hajtott végre és a földre zuhant az albán tengerparton. A hatóságok a gép pilótáját, egy olasz állampolgárságú férfit elfogtak és drogcsempészés vádjával letartóztatták. Az esetnek nem volt sérültje.[2]